# Moacyr Franco
Moacir de Oliveira Franco, mais conhecido como Moacyr Franco (Ituiutaba, 5 de outubro de 1936), é um ator, cantor, compositor, autor, apresentador de TV e político brasileiro, filiado ao Cidadania.
As composições de Moacyr são bastante ecléticas, como boleros, marchinhas, baladas românticas e até rock’n’roll. Seus maiores sucessos, porém, estão no sertanejo-raíz, quando, nas décadas de 80 e 90 compôs várias músicas que alcançaram os primeiros lugares nas paradas, tais como: "Dia de Formatura", com Nalva Aguiar, "Seu Amor Ainda é Tudo", "Ainda Ontem Chorei de Saudade" e "Se Eu Não Puder Te Esquecer", que foram consagradas nas vozes da dupla sertaneja João Mineiro & Marciano.

## Biografia
Filho de Jovina de Oliveira e Antônio Franco, Moacyr descobriu cedo sua vocação artística e assim que terminou o ensino fundamental, em Uberlândia, foi contratado em uma oficina de pintura, que produzia cartazes e letreiros por encomenda.
Nessa época, o maestro da Orquestra Tapajós precisou dos serviços e chamou o rapaz para dar um jeito nas estantes do teatro onde ensaiavam. Moacyr Franco ficou encantado com a música. “Fiz um negócio com o maestro: eu pintaria as estantes, ele deixava eu cantar com a orquestra. Ele topou! Por aí é que eu virei cantor, aprendi música, violão e piano”, contou ele.
Aos 17 anos ganhou um concurso de melhor cantor na Rádio Difusora de Uberlândia, ao cantar no programa de calouros "Astros e Estrelas do Amanhã". Três anos depois, mudou-se com a família para Ribeirão Preto, onde conseguiu um emprego na Rádio Clube Ribeirão Preto. Foi lá que conheceu Aloisio Silva Araújo, grande redator de humorismo, que era amigo de Manuel de Nóbrega.

## Carreira

### Música

Moacyr Franco na tv apresentando o personagem Mendigo e seu famoso bordão Me Dá Um Dinheiro Aí.

Em 1959, no programa Praça da Alegria, interpretou o personagem "Mendigo". Quando o programa passou a ser gravado na TV Rio, o artista e seu personagem ficaram ainda mais conhecidos: seu bordão que divertia a plateia no auditório foi transformado em marchinha de carnaval. Nascia ali "Me Dá Um Dinheiro Aí". Estourou com outras músicas, como Suave é a Noite (versão de Tender is the Night), "Pelé agradece", "E tu te vais", "Pedágio" e Eu Nunca Mais Vou Te Esquecer. Sofreu um sério acidente automobilístico nos anos 70 e após isso um AVC, o que lhe prejudicou a carreira. Depois do sucesso que vivenciara na primeira metade da década de 70, nunca recuperou a imensa popularidade que tinha.
Desde então lançou vários discos (fez muito sucesso com a canção Balada número sete, homenagem ao grande jogador de futebol Mané Garrincha) e ganhou 42 discos de ouro, além de trabalhar nas principais emissoras do país apresentando, produzindo, escrevendo e atuando em diversos programa de televisão. Continua a seguir paralelamente a carreira de cantor, apresentando-se por todo o Brasil.
Em 1978 fez sucesso em todo o país com "Turbilhão" (A nossa vida é um carnaval...), música mais tocada no carnaval daquele ano.
Nas décadas de 80 e 90 compôs várias músicas no gênero sertanejo, que alcançaram os primeiros lugares nas paradas, tais como: "Dia de Formatura", com Nalva Aguiar, "Seu amor ainda é tudo", "Ainda Ontem Chorei de Saudade" e "Se eu não puder te esquecer", com João Mineiro & Marciano.
Em 1996 gravou, recitando em 18 fitas cassete, todo o Novo Testamento.
Em 1998, teve a música "Seu amor ainda é tudo", gravada pela cantora Roberta Miranda, no CD "Paixão", lançado pela Polygram.
Em 2003, teve a sua composição "Tudo Vira Bosta" gravada por Rita Lee, no CD ''Balacobaco'', lançado pela Som Livre. Esta música integrou a trilha sonora da novela "Senhora do Destino", exibida em 2004, pela Rede Globo de Televisão.
Atualmente está viajando por todo o país com a cantora Paola Karime, divulgando a música Tô Com Dó de Mim.

### Televisão

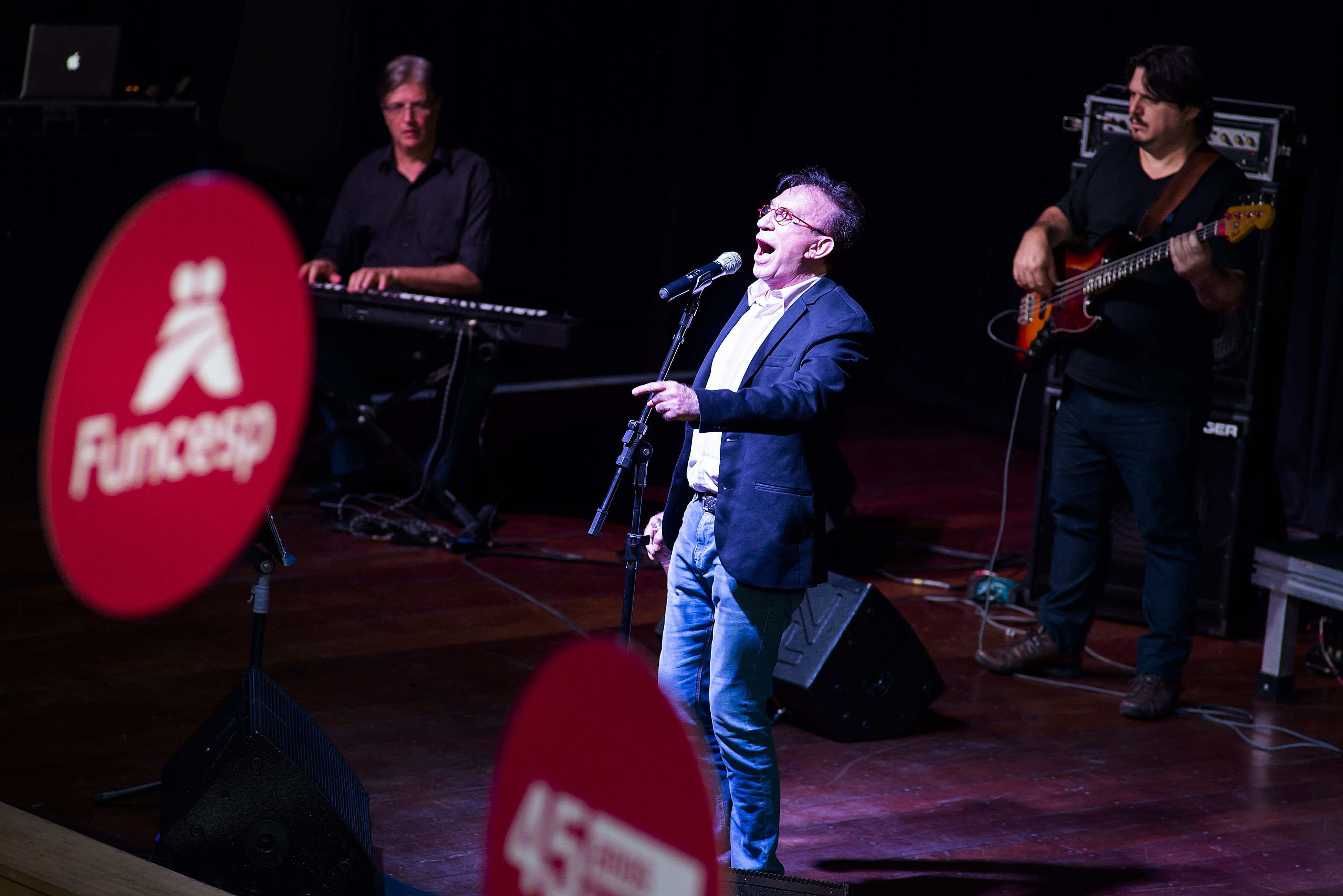
Moacyr em 2014

Em 1959, Manoel de Nóbrega dá uma oportunidade ao artista, que vai para a TV Rio atuar em “Rio Te Adoro” e Praça da Alegria, onde interpretou o personagem "Mendigo", que alcançou muita popularidade.
Nos anos 1960, ainda na TV Rio, trabalhou ao lado de Chico Anysio e Wilton Franco, e tocou programas de grande sucesso de audiência, como O Riso É O Limite e Show Doçura.
Ainda na década de 60 se transferiu para a TV Tupi, onde fundou, junto com Boni, o TeleCentro, que era um centro de produções com objetivo de lançar novos talentos no mercado.
Em 1971 se transferiu para a TV Globo. Seu primeiro programa na emissora foi Moacyr Franco Especial, um programa de variedades com números musicais, entrevistas, quadros humorísticos e brincadeiras. No ano seguinte, o programa passou por reformulações e tornou-se semanal: entrava no ar o Moacyr Franco Show, que, a partir de 1973, foi transmitido a cores, com a introdução de mudanças na estética e na forma de apresentação. Neste programa, revelou vários artistas como: Isabela Garcia, Guto Franco, Carla Daniel, Nizo Neto, Rosana Garcia, sua afilhada de batismo, entre outros. Outra curiosidade sobre o Moacyr Franco Show, foi que ele foi o primeiro programa a fazer merchandising fora dos comerciais. O produto em questão era o filtro de papel Mellita.
Em 1976, passou a apresentar o Moacyr TV. Com participação de Pepita Rodrigues, o programa recebia no auditório desconhecidos, em busca de uma oportunidade para brilhar na televisão. O show de talentos tinha como promessa um carro zero quilômetro e um contrato com a TV Globo. Nesta brincadeira, anônimos reinterpretavam cenas de novelas, com a ajuda de atores famosos.
Em 1977, Moacyr Franco interrompeu sua carreira, devido a problemas de saúde. Teve um aneurisma cerebral enquanto fazia A Praça da Alegria, apresentado por Luís Carlos Mieli.
Após breve passagem pela Rede Tupi de 1978 a 1979, Moacyr se transferiu pra TV Bandeirantes em 1980 onde fez o programa humorístico As Caveirinhas e depois O Burro do Homem, que conquistou, na época, o prêmio de melhor programa humorístico da televisão brasileira.Em 1991 teve uma curta passagem na TV Record
Em 1997 resolveu aceitar um convite de Silvio Santos para apresentar o programa “Concurso de Paródias” e não saiu mais do SBT. De novo com Guto, escreveu e interpretou seriados de enorme sucesso como Ô… Coitado! com Gorete Milagres e Meu Cunhado com Ronald Golias e Guilhermina Guinle. Em 1998 assume o cargo de diretor de criação do SBT.
Em 2005, aceita o convite de Carlos Alberto de Nóbrega e volta ao humorístico A Praça é Nossa, onde interpreta o homossexual caipira Jeca Gay. Outra vez vira sucesso nacional com o bordão “Chic no Urtimo!” Em 21 de novembro de 2017, após vinte anos da segunda passagem no SBT, foi demitido juntamente com Paulo Pioli. Em 30 de janeiro de 2018 volta à Rede Globo depois de quarenta anos, para uma participação na série Ilha de Ferro. Em março de 2019 volta ao SBT agora como jurado do Programa Raul Gil, no quadro Shadow Brasil. Em novembro de 2019, volta para a Rede Globo, para participar da segunda temporada da série Segunda Chamada.

### Cinema
Em 2011, ganhou o Troféu Menina de Ouro de melhor ator coadjuvante no Festival de Cinema de Paulínia pelo personagem Delegado Justo no filme O Palhaço, de Selton Mello. Esta atuação também lhe rendeu o Premio Governador do Estado de São Paulo.

## Política
Entre os anos de 1983 e 1987, interrompeu sua carreira artística para exercer o mandato de deputado federal, eleito pelo PTB no estado de São Paulo.
Em 2010 tentou voltar à carreira política, candidatando-se a senador, pelo PSL. Apesar de ter obtido mais de 400 mil votos, não foi eleito.

## Vida pessoal

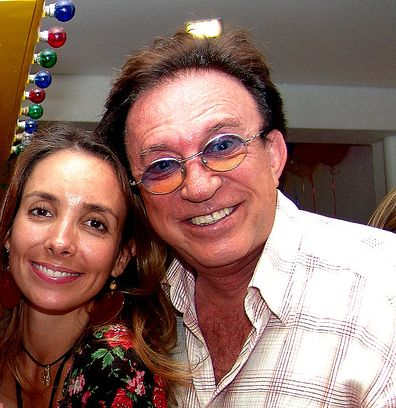
Moacyr Franco com sua ex-mulher, Daniela

Moacyr é torcedor do Palmeiras, tendo, inclusive, feito uma canção dedicada ao clube, "O Amor é Verde".
Em entrevista ao Conversa com Bial e ao Canal Livre, em 2022, revelou ter sido torcedor do Fluminense quando mais jovem.
É pai de seis filhos: Moacyr Franco Jr., Guto Franco, Maria Cecília, Johnny Franco, e dos gêmeos Ana Helena e Domenico. Moacyr Franco Jr é comandante da TAM em voos internacionais. Guto Franco também seguiu a carreira artística, participando ainda criança em programas do pai. Chegou a participar como ator da telenovela O Grito produzida e exibida pela TV Globo na década de 1970. Participou também da Praça interpretando o personagem Dona Guajarina, além de ter sido diretor e redator-chefe do humorístico A Turma do Didi, exibido pela Rede Globo aos domingos. Johnny Franco, cujo verdadeiro nome é João Vitor começou na televisão ainda novo, assim como Guto, participando do programa Meu Cunhado, onde interpretava o garoto Calígula (Cacá), filho de Whashington Cantapedra (Moacyr Franco). Já como "Johnny Franco", é vocalista da banda The Moondogs, que participou do programa SuperStar, da TV Globo.
Moacir Franco ficou viúvo de sua primeira esposa, Litória Peltizier Franco, em 1966. Com ela teve os dois primeiros filhos (Moacyr Franco Junior e Guto Franco). Do seu segundo casamento com Heloísa Coelho de Rosa Franco, falecida em 1983, nasceu Maria Cecília Franco (Mica). Os outros três filhos são frutos de seu casamento com Daniela Franco, que chegou ao fim no início de 2010. Em 2013, começou um relacionamento com sua namorada atual, Pamela Noronha, 56 anos mais jovem que ele.

## Filmografia

### Rádio
| Ano  | Título                   | Emissora           |
| ---- | ------------------------ | ------------------ |
| 1964 | "As coisas que eu gosto" | Rádio Bandeirantes |

### Televisão
Como apresentador e jurado

| Ano     | Título                 | Papel                               | Emissora     | Ref.   |
| ------- | ---------------------- | ----------------------------------- | ------------ | ------ |
| 1962    | Show Doçura            | Apresentador/Animador de Auditórios | TV Rio       |        |
| 1963–66 | Moacyr Franco Show     | Apresentador                        | TV Excelsior |        |
| 1967–68 | Moacyr Franco Show     | Apresentador                        | Tupi         |        |
| 1971    | Moacyr Franco Especial | Apresentador                        | Globo        |        |
| 1972–77 | Moacyr Franco Show     | Apresentador                        | Globo        |        |
| 1976–77 | Moacyr TV              | Apresentador/Animador de Auditórios | Globo        |        |
| 1978–79 | Moacyr Franco Show     | Apresentador                        | Tupi         |        |
| 1980–81 | As Caveirinhas         |                                     | Band         |        |
| 1981–86 | O Burro do Homem       |                                     | Band         |        |
| 1981–83 | Moacyr Franco Show     | Apresentador                        | SBT          |        |
| 1985    | Moacyr Franco Show     | Apresentador                        | Band         |        |
| 1986    | A Mulher é um Show     | Apresentador                        | SBT          |        |
| 1987–88 | Praça Brasil           | Apresentador                        | Band         |        |
| 1991    | Moacyr Franco Show     | Apresentador                        | Record       |        |
| 1997    | Concurso de Paródias   | Apresentador                        | SBT          | [ 16 ] |
| 2000    |                        | Apresentador                        | SBT          |        |
| 2016–17 | Programa Raul Gil      | Jurado do Quem Sabe Canta           | SBT          |        |
| 2019    | Programa Raul Gil      | Jurado do Shadow Brasil             | SBT          | [ 8 ]  |

Como ator

| Ano       | Título                       | Papel                                         | Notas                                        | Emissora     |
| --------- | ---------------------------- | --------------------------------------------- | -------------------------------------------- | ------------ |
| 1959–60   | Teledrama                    | Homem 2                                       |                                              | TV Paulista  |
| 1959      | Praça da Alegria             | O Mendigo                                     |                                              | TV Rio       |
| 1965      | Vidas Cruzadas               | Antônio                                       |                                              | TV Excelsior |
| 1999–2000 | Ô... Coitado!                | Steve Formoso                                 |                                              | SBT          |
| 2001–17   | A Praça É Nossa              | Mendigo/ Jeca Gay / Gabriel, a caminho do Céu |                                              | SBT          |
| 2002      | SBT Palace Hotal             | Quatrollo                                     | Especial de fim de ano                       | SBT          |
| 2004–06   | Meu Cunhado                  | Washington Cantapedra                         |                                              | SBT          |
| 2009      | Vende-se Um Véu de Noiva     | Walter                                        | Episódios: "16–26 de junho"                  | SBT          |
| 2010      | Uma Rosa com Amor            | Velho Bento                                   |                                              | SBT          |
| 2013      | Agora Sim!                   | Seu Figueira (Aracangá)                       | Episódio: "A Nova Bitt" Episódio: "Vizinhos" | Canal Sony   |
| 2013      | Vitrola                      | Armando Silva                                 | Filme para TV                                | TV Cultura   |
| 2018      | Ilha de Ferro                | Amorim                                        | Episódio: "Culpados" Episódio: "Inferno 2"   | Globoplay    |
| 2020      | Diário de Um Confinado       | Olavo                                         | Episódio: "Reunião de Condomínio"            | Globoplay    |
| 2021      | Segunda Chamada              | Gilson da Silva (Gilsinho)                    |                                              | Globoplay    |
| 2022      | Nóis na Firma                | Vando Guerra / Armando                        |                                              | Band         |
| 2024      | Cazalbé, O Herdeiro da Graça | Ele mesmo                                     | Serie documental                             | +SBT         |
| 2024      | A Caverna Encantada          | Laércio                                       |                                              | SBT          |

### Cinema
| Ano  | Título                                          | Papel                 |
| ---- | ----------------------------------------------- | --------------------- |
| 1959 | Entrei de Gaiato                                | O Mendigo             |
| 1960 | O Viúvo Alegre                                  |                       |
| 1962 | As Testemunhas não Condenam                     |                       |
| 1980 | O Menino Arco-Íris - A Infância de Jesus Cristo | Homem do burrico      |
| 2011 | O Palhaço                                       | Delegado Justo        |
| 2014 | A Grande Vitória                                | Benedito (Avô de Max) |
| 2017 | Como se Tornar o Pior Aluno da Escola           | Olavo                 |
| 2024 | Inexplicável                                    | Senhor da oração      |

### Teatro
| Ano  | Peça                                          | Papel | Ref.          |
| ---- | --------------------------------------------- | ----- | ------------- |
| 1964 | Musical "Como Vencer na Vida Sem Fazer Força" |       | [ 23 ] [ 24 ] |

### Internet
| Ano           | Título                | Cargo        | Plataforma |
| ------------- | --------------------- | ------------ | ---------- |
| 2012-presente | Moacyr Franco Oficial | Apresentador | YouTube    |

## Discografia

### Álbuns de Estúdio
- 1959 Me Dá Um Dinheiro Aí / Compromisso de Palhaço (compacto simples)
- 1962 Contrastes
- 1963 Moacyr Franco
- 1963 Show doçura
- 1964 Ternura e alegria
- 1965 As coisas que eu gosto
- 1965 Somente sucessos de Moacyr Franco
- 1966 E… Moacyr Franco
- 1966 Eu te darei bem mais
- 1968 Me Perderás
- 1968 Querida
- 1969 Por Amor
- 1970 Moacyr Franco Show
- 1970 Nosso Primeiro Amor
- 1971 Moacyr Franco Especial
- 1972 Moacyr Franco
- 1973 Moacyr Franco
- 1974 Soleado, a musica do céu
- 1975 Moacir Franco
- 1976 Reencontro
- 1977 Moacyr Franco
- 1977 Tema de Sonia (compacto duplo)
- 1977 Morrendo de Amor
- 1979 Moacir Franco
- 1984 Milagre da Flecha (compacto)
- 1987 Moacir Franco
- 1988 Aquelas Antigas
- 1989 O Amor Torna Tudo Novo de Novo
- 1991 A Música da Estrada
- 1993 Inteligência é Loucura
- 1996 Uma Lágrima no Rio (Chico Xavier)
- 1997 O Amor é Verde
- 1999 Questão de Tempo
- 2005 Se Me Deixarem Viver
- 2008 Aquelas Antigas 2
- 2016  Faz de conta que é Natal

Ver mais: As músicas de cada um dos 36 álbuns.

### Participação em Outros projetos
- 2005 - Meu Reino Encantado III - Faixa 15 - Dia de Visita, com Daniel.
- 2013 - Fez uma participação especial no CD "Questão de tempo", lançado por Sérgio Reis através da Radar Records. No disco, cantou o rasqueado, "Questão de tempo", de sua autoria, que deu nome ao álbum.

## Prêmios e indicações

### Troféu Imprensa
| Ano  | Categoria                        | Indicação     | Resultado |
| ---- | -------------------------------- | ------------- | --------- |
| 1964 | Melhor Cantor[carece de fontes?] | Moacyr Franco | Venceu    |

### Troféu Roquette Pinto
- 6 prêmios Troféu Roquette Pinto, nos anos 60.

| Ano  | Categoria           | Indicação     | Resultado |
| ---- | ------------------- | ------------- | --------- |
| 1963 | Revelação Masculina | Moacyr Franco | Venceu    |

### Outros prêmios
| Ano  | Prêmio                                                 | Categoria               | Trabalho                                                        |        | Ref |
| ---- | ------------------------------------------------------ | ----------------------- | --------------------------------------------------------------- | ------ | --- |
| 1963 | Troféu Chico Viola                                     |                         | Música "Que será de ti?"                                        | Venceu |     |
| 2011 | Festival de Cinema de Paulínia - Troféu Menina de Ouro | Melhor Ator Coadjuvante | Interpretação do personagem "Delegado Justo" no filme O Palhaço | Venceu |     |